# Чёрная (Ненецкий автономный округ)
Чёрная (нен. Пэя’ха; официальное название — Черная) — деревня в Заполярном районе Ненецкого автономного округа России. Входит в состав Приморско-Куйского сельсовета. Деревня находится в пограничной зоне.

## История
Деревня основана в 1936 году.

## Население
| 2002 | 2010 | 2012 |
| ---- | ---- | ---- |
| 19   | ↘5   | ↗22  |

Численность населения деревни, по данным Всероссийской переписи населения 2010 года, составляла 5 человек.
Деревня признана закрывающимся населёным пунктом.

## География
Деревня расположена на левом берегу реки Чёрная, в месте её впадения в Баренцево море. Расстояние до административного центра муниципального образования «Приморско-Куйский сельсовет», посёлка Красное — 150 км. Расстояние до Нарьян-Мара — 180 км.

## Инфраструктура
Электростанция, ФАП.

## Экономика
Основное занятие населения — рыболовство

## Уроженцы
Выучейский, Александр Иванович (1949-2013) — российский и ненецкий общественный и государственный деятель, президент Ассоциации ненецкого народа «Ясавэй» народный депутат СССР.